# Анізотропна фільтрація

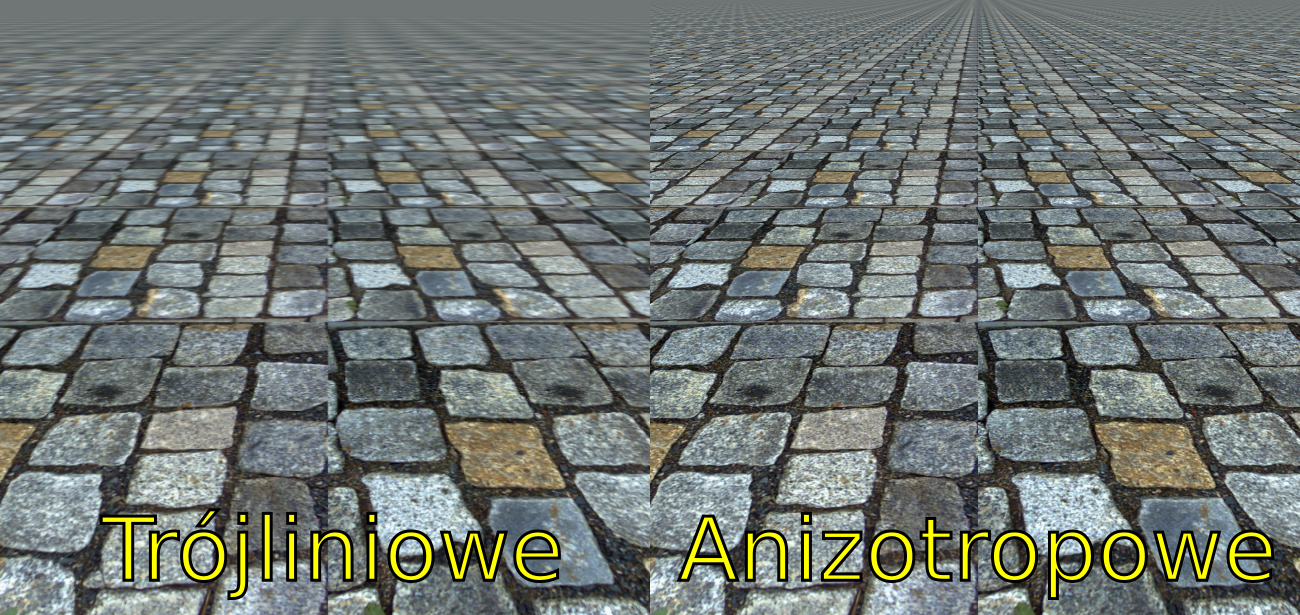
Ілюстрація дії анізотропної фільтрації у правій частині зображення

Анізотропна фільтрація (англ. Anisotropic filtering) — метод для поліпшення якості текстур в тривимірній комп'ютерній графіці, який використовується для об'єктів, що значно нахилені відносно камери.
Подібно до білінійної та трилінійної фільтрації, анізотропна фільтрація усуває ефект накладання спектрів, а також покращує інші технічні аспекти, зменшує ефект розмиття та зберігає детальність навіть під великими кутами огляду.
При білінійній і трилінійній фільтрації для усереднення використовуються сусідні пікселі навколо точки з заданими координатами. Проте при великому нахилі поверхні кругла зона, що визначає пікселі для усереднення, спричиняє спотворення — оскільки проєкція кола в тривимірному просторі має форму еліпса, тому для врахування тривимірності при виборі зони усереднення пікселів необхідно розраховувати еліпс. Середнє значення відтінку буде розраховане лише для тих точок, які з урахуванням рівнів MIP-текстурування потрапляють у цей еліпс. Таким чином, вдається позбутися ступеневості в текстурі та при цьому зберегти чіткість зображення. Зрозуміло, що розрахунок еліптичної зони усереднення залежить від кута нахилу поверхні, на яку накладено текстуру, і вимагає складних обчислень, і до недавнього часу анізотропна фільтрація була доступна переважно для потужних відеокарт.

## Імплементація
Анізотропна фільтрація здійснює вибірку текстури з урахуванням орієнтації анізотропії для кожного пікселя під час рендерингу. Це дозволяє зберігати високу деталізацію текстур навіть на поверхнях, розташованих під гострим кутом до оглядача, наприклад, на ділянках, що простягаються до горизонту. Такий підхід підвищує реалістичність зображення.
У графічному обладнанні анізотропна вибірка текстур зазвичай включає кілька зондів (текселів) текстури навколо центральної точки. Вони розташовуються за шаблоном, який відповідає формі текстури, спроєктованій у відповідному пікселі. Ранні програмні реалізації цього методу використовували таблиці сумарних площ (англ. summed-area tables), що прискорювало обчислення та зменшувало кількість вибірок.
Кожен зонд під час анізотропної фільтрації, як правило, є результатом обробки MIP-мапи. Наприклад, для 16 зондів із використанням трилінійної фільтрації може знадобитися до 128 вибірок із текстури. Це пояснюється тим, що трилінійна фільтрація виконує чотири вибірки для кожного з двох рівнів MIP-мапи, після чого 16 зондів комбінують ці результати для формування остаточного значення.
Однак така складність обчислень не завжди є необхідною. Сучасне графічне обладнання використовує оптимізовані методи, що зменшують обсяг обчислень. Один із найпоширеніших підходів передбачає побудову фільтрування текстури лише на основі однієї лінії вибірки MIP-мапи. Цей метод відомий як «збирання відбитків» (англ. footprint assembly), оскільки він об'єднує кілька зондів для отримання результату. Деталі реалізації цього підходу можуть варіюватися залежно від апаратної архітектури.
Оптимізовані методи анізотропної фільтрації забезпечують високу якість текстурованих поверхонь із мінімальними втратами продуктивності, що робить цю технологію важливим компонентом сучасних графічних рішень.